# Pau Vela Maggi
Pau Vela Maggi (Tortosa, 31 de mayo de 1986) es un deportista hispano-brasileño que compitió en remo. Su hermano Xavier compitió en el mismo deporte.
Ganó dos medallas en el Campeonato Europeo de Remo, plata en 2012 y bronce en 2009. En los Juegos Panamericanos de 2019 obtuvo una medalla de plata en el dos sin timonel.
Participó en los Juegos Olímpicos de Río de Janeiro 2016 por España, ocupando el decimotercer lugar en la prueba de dos sin timonel.

## Palmarés internacional
| Representando a España |                     |                   |                    |
| Campeonato Europeo     |                     |                   |                    |
| Año                    | Lugar               | Medalla           | Prueba             |
| 2009                   | Brest (Bielorrusia) | Medalla de bronce | Cuatro sin timonel |
| 2012                   | Varese (Italia)     | Medalla de plata  | Dos sin timonel    |
| Representando a Brasil |                     |                   |                    |
| Juegos Panamericanos   |                     |                   |                    |
| Año                    | Lugar               | Medalla           | Prueba             |
| 2019                   | Lima (Perú)         | Medalla de plata  | Dos sin timonel    |